# Ломанка
Лома́нка — село в Україні, у Новгород-Сіверській міській громаді Новгород-Сіверського району Чернігівської області. До 2020 орган місцевого самоврядування— Орлівська сільська рада.
Населення становить 130 осіб.

## Історія
За даними на 1859 рік у власницькому селі Новгород-Сіверського повіту Чернігівської губернії мешкало 6 осіб (2 чоловічої статі та 4— жіночої), налічувалось єдине дворове господарство.
Станом на 1893 рік у поселенні мешкало 10 осіб (6 чоловічої статі та 4 — жіночої), налічувалось 2 дворових господарства.
12 червня 2020 року, відповідно до розпорядження Кабінету Міністрів України № 730-р «Про визначення адміністративних центрів та затвердження територій територіальних громад Чернігівської області», увійшло до складу Новгород-Сіверської міської громади.
19 липня 2020 року, в результаті адміністративно - територіальної реформи та ліквідації колишнього Новгород-Сіверського району, село увійшло до новоствореного Новгород-Сіверського району Чернігівської області.